# Pietro Reffi
Pietro Reffi (* 24. April 1927 in Santa Mustiola; † 25. Juni 2013 in Borgo Maggiore, San Marino) war ein Politiker aus San Marino, der unter anderem zwei Mal (1958–59, 1965–66) Capitano Reggente war.

## Leben
Pietro Reffi wurde am 16. September 1951 für die Christlich-Demokratische Partei PDCS (Partito Democratico Cristiano Sammarinese) erstmals Mitglied des Großen und Allgemeinen Rates (Consiglio Grande e Generale) und gehörte diesem in der 14., 15., 16., 17., 18., 19. und der 20. Legislaturperiode bis zum 29. März 1983 an.
Im elften Kabinett fungierte er zwischen dem 12. November 1957 und dem 29. September 1959 als Minister für Tourismus, Sport und Veranstaltungen (Deputato per il Turismo, lo Sport e lo Spettacolo) und gemeinsam mit Domenico Forcellini vom 1. Oktober 1958 bis zum 1. April 1959 erstmals Capitano Reggente und damit einer der beiden kollegial amtierenden gleichberechtigten Staatsoberhäupter von San Marino. Er war im darauf folgenden zwölften Kabinett vom 29. September 1959 bis zum 12. Dezember 1961 zunächst Kommunikationsminister (Deputato per le Communicazioni), ehe er in diesem Kabinett als Nachfolger von Pietro Gianecchi zwischen dem 12. Dezember 1961 und dem 29. Oktober 1964 erneut Minister für Tourismus, Sport und Veranstaltungen war. 1959 wurde er zudem Mitglied des Comitato Olimpico Nazionale Sammarinese (CONS), des nationalen Olympischen Komitees des Landes. Er fungierte zwischen dem 1. Oktober 1965 und dem 1. April 1966 zusammen mit Alvaro Casali zum zweiten Mal als Capitano Reggente.
Im 14. Kabinett übernahm Reffi von Luigi Lonfernini am 22. Mai 1969 erneut den Posten als Minister für Tourismus, Sport und Veranstaltungen und behielt diesen bis zum 6. November 1969. Im 15. Kabinett war er als Nachfolger von Luigi Lonfernini vom 5. Mai 1970 bis zum 27. März 1973 Arbeitsminister (Deputato per il Lavoro). Das Amt des Arbeitsminister übernahm er anschließend zusammen mit dem Amt des Ministers für Handel und Handwerk (Deputato per il Lavoro, l’Artigianato e il Commercio) zwischen dem 27. März 1973 und dem 11. November 1974 auch im 16. Kabinett, ehe er im 18. Kabinett vom 11. März 1976 bis zum 17. Juli 1978 noch einmal Arbeitsminister war.

## Hintergrundliteratur
- Domenico Gasperoni: I Governi di San Marino. Storia e personaggi, AIEP Editore, Serravalle 2015, ISBN 978-88-6086-118-4